# 正宗寺 (常陸太田市)
正宗寺（しょうしゅうじ）は、茨城県常陸太田市にある臨済宗円覚寺派の寺院。

## 歴史
923年（延長元年）、平良将の開基で、律宗の増井寺を建立したのが始まりである。のちに真言宗に変わり、「勝楽寺」と改称された。鎌倉時代の1223年（貞応2年）に佐竹行義が勝楽寺の支院として「正法院」を創建、南北朝時代になり、佐竹貞義の庶長子である月山周枢（がっさんしゅうすう）が臨済宗に改め、無窓国師（むそうこくし）を中興の勧請開山とし、自らは開基2世となり、1341年（暦応4年）に同じく支院として「正宗庵」を創建した。その後、室町時代になり佐竹義敦が庵を寺とし、この両支院は独立寺院となり、それぞれ「正法寺」「正宗寺」となっている。佐竹氏の庇護の下、これらの3寺院は大いに寺運興隆したが、その後の兵乱と佐竹氏の転封にともない、勝楽寺と正法寺は衰退し、正宗寺のみが生き残った。
江戸時代、3代将軍徳川家光により朱印状100石の寺領が与えられ、初代頼房以来、歴代水戸徳川家の尊崇も厚く、水戸藩内における有力寺院となっている。天保9年（1838年）に火災に遭って総門を残して焼失した。現在の本堂は1988年（昭和63年）に建てられた。
境内裏山の中腹には、多くの宝篋印塔がある。「佐竹一族の墓」といわれているが、現在、塔に刻まれた文字は摩耗しており、佐竹氏の誰のものであるかは不明になっている。
その他に、彰考館総裁を務め、物語「水戸黄門」の登場人物佐々木助三郎（助さん）のモデルとなった佐々宗淳の墓もある。

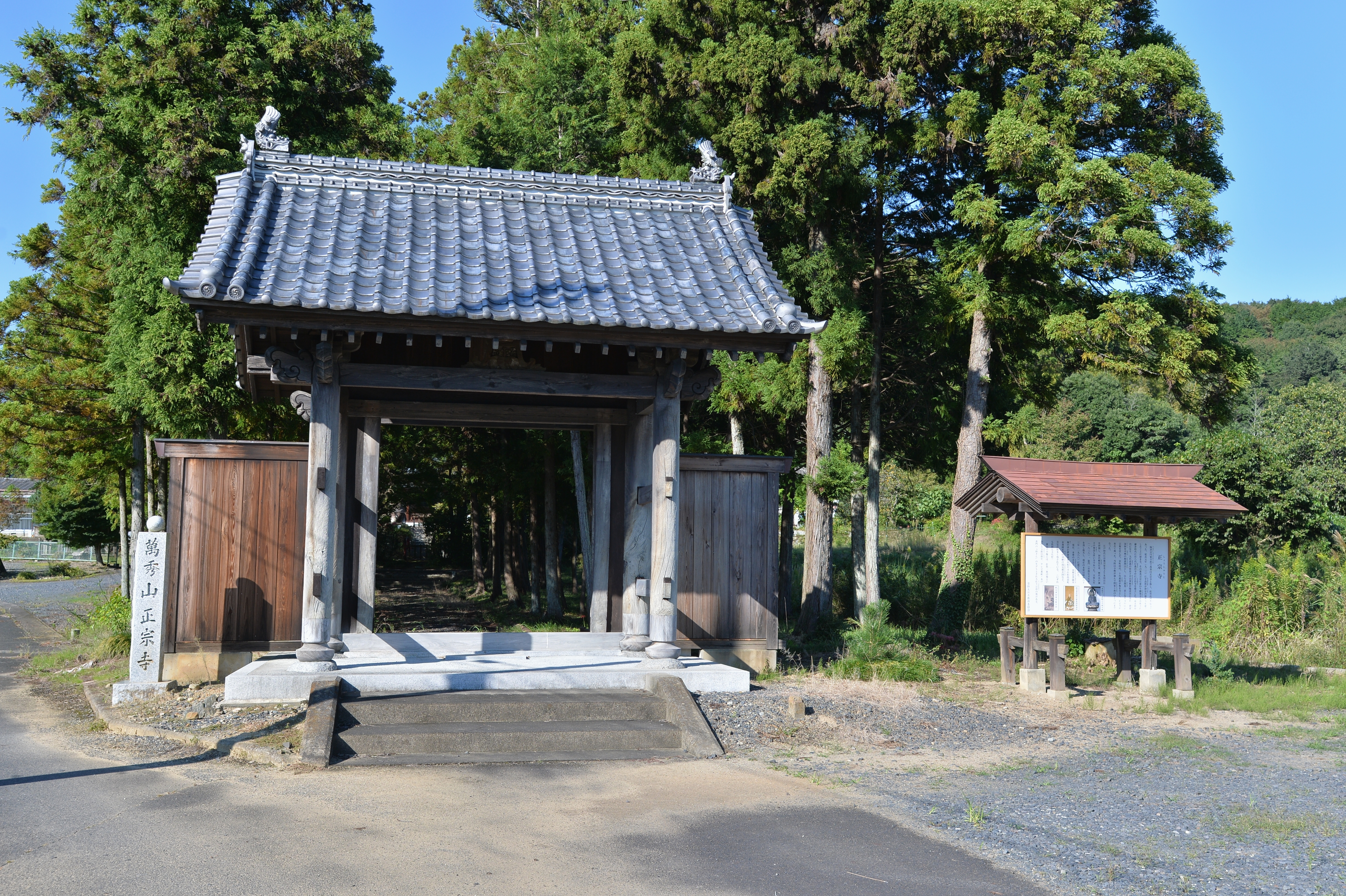
正宗寺総門（市指定文化財）
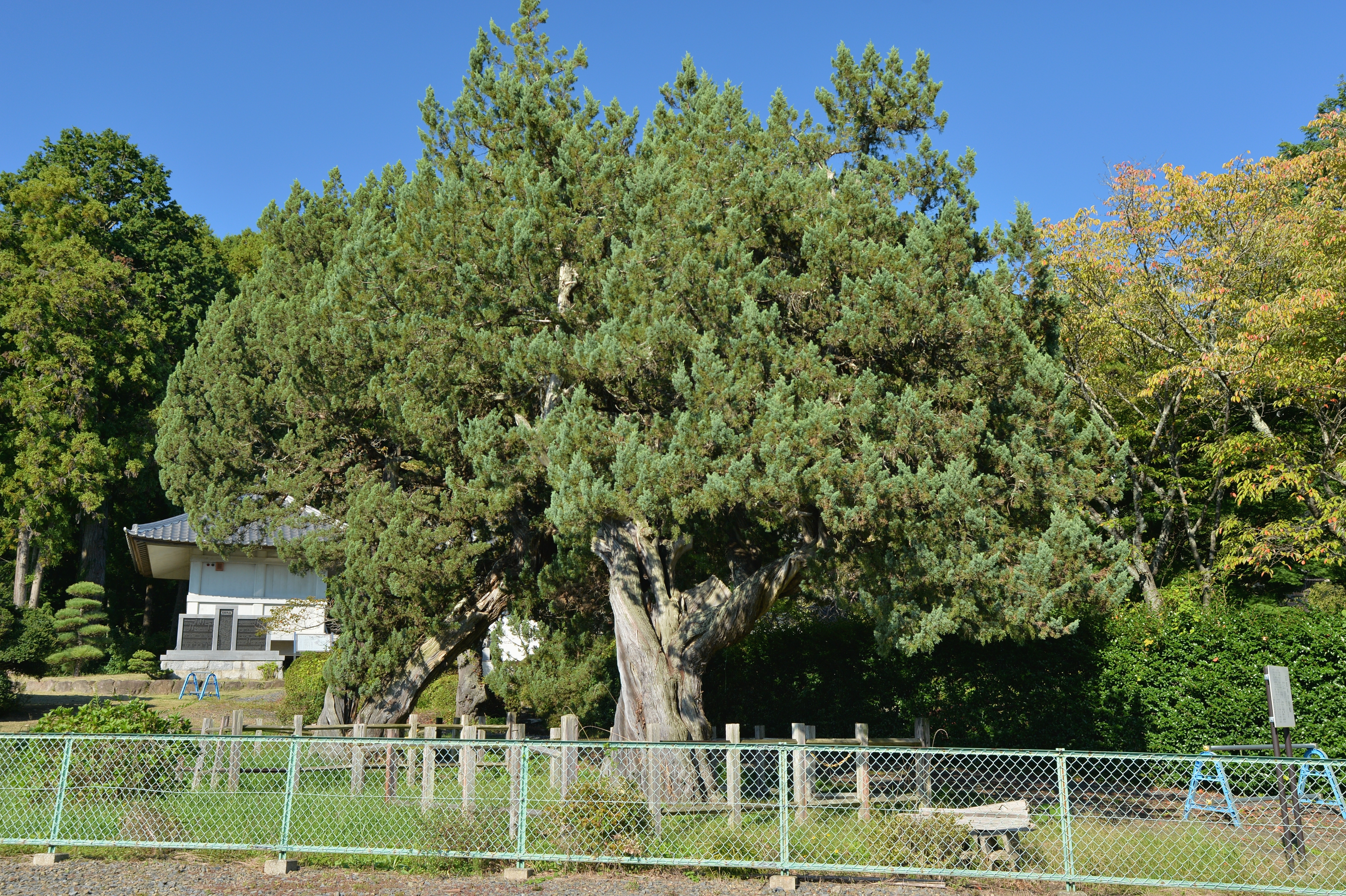
正宗寺の柏槇（ビャクシン）、市指定天然記念物。
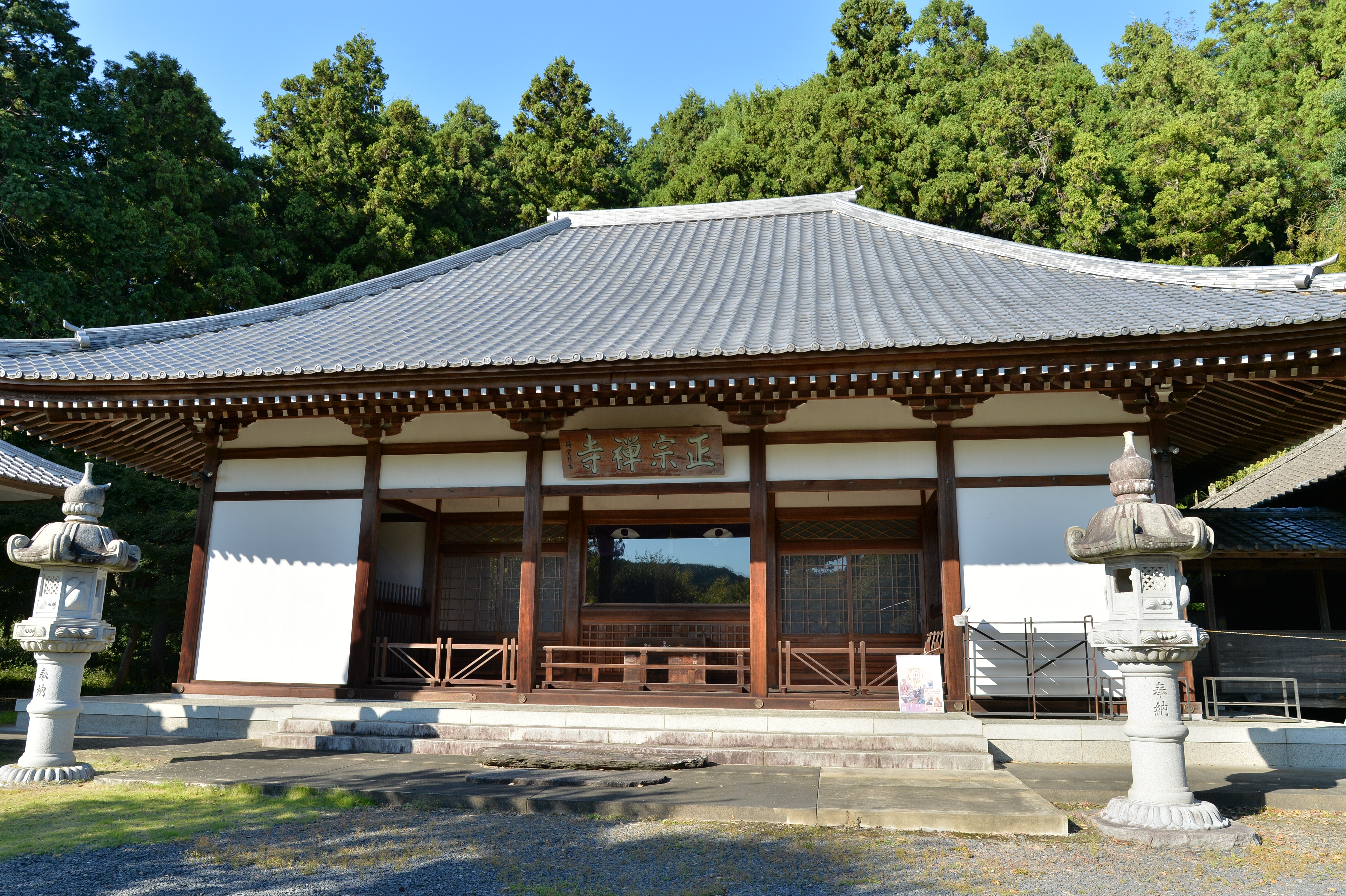
本堂

## 文化財
- 夢窓国師頂相（茨城県指定文化財 昭和32年6月26日指定）[4]
- 月山和尚頂相（茨城県指定文化財 昭和32年6月26日指定）[5]
- 十六羅漢像（茨城県指定文化財 昭和32年6月26日指定）[6]
- 木造十一面観音菩薩像（茨城県指定文化財 昭和32年6月26日指定）[7]
- 正宗寺所蔵文書（茨城県指定文化財 昭和49年3月31日指定）[8]
- 紙本著色滝見観音図雪村筆（茨城県指定文化財 昭和62年1月26日指定）[9]
- 絹本著色如意輪観音図（茨城県指定文化財 昭和62年1月26日指定）[10]
- 紙本著色月山和尚頂相（常陸太田市指定文化財 昭和42年8月31日指定）[11]
- 正宗寺所蔵文書3通（常陸太田市指定文化財 昭和42年8月31日指定）[11]
- 女乗物1基（常陸太田市指定文化財 昭和47年5月26日指定）[11]
- 志野焼角皿1個（常陸太田市指定文化財 昭和48年2月15日指定）[11]
- 懸盤1個（常陸太田市指定文化財 昭和48年2月15日指定）[11]
- 高杯1個（常陸太田市指定文化財 昭和48年2月15日指定）[11]
- 脇息1個（常陸太田市指定文化財 昭和48年2月15日指定）[11]
- 正宗寺総門（常陸太田市指定文化財 昭和58年10月26日指定）[11]
- 絹本著色釈迦十六善神像（常陸太田市指定文化財 昭和62年3月20日指定）[11]
- 絹本著色地蔵龍王像（常陸太田市指定文化財 昭和62年3月20日指定）[11]
- 紙本墨画中峰明本像（常陸太田市指定文化財 昭和62年3月20日指定）[11]
- 紙本墨画維摩居士図（常陸太田市指定文化財 昭和62年3月20日指定）[11]
- 紙本墨画楊柳観音図（常陸太田市指定文化財 昭和62年3月20日指定）[11]
- 絹本著色送別図（常陸太田市指定文化財 昭和62年3月20日指定）[11]
- 銭壷・古銭（常陸太田市指定文化財 昭和62年3月20日指定）[11]
- 阿弥陀如来坐像（常陸太田市指定文化財 昭和62年3月20日指定）[11]
- 紙本墨画飲中八仙・西園雅集図屏風（常陸太田市指定文化財 平成2年11月20日指定）[11]
- 木造釈迦如来坐像（常陸太田市指定文化財 平成15年3月7日指定）[11]
- 佐々宗淳の墓（常陸太田市指定史跡 昭和42年8月31日指定）[11]
- 正宗寺の柏槙2株（常陸太田市指定天然記念物 昭和46年6月15日指定）[11]

## 交通アクセス
- 常陸太田駅より車10分。